# Abdelkader Laïfaoui
Abdelkader Laïfaoui - em árabe: عبد القادر العيفاوي - (Alger, Argélia, 29 de julho de 1981) é um futebolista argelino que joga na posição de defensor. Atualmente joga no ES Sétif.

## Carreira
Laifaoui representou o elenco da Seleção Argelina de Futebol no Campeonato Africano das Nações de 2010.